# Пифиев, Василий Асафович
 Василий Асафович Пифиев  (1852—1916) — полицмейстер Симбирской губернии в 1888—1916 годах. Потомственный дворянин, основатель рода Пифиевых.

## Биография
Родился в 1852 году в Казанской губернии. Происходил из обер-офицерских детей. 
Воспитывался в Казанской гимназии. С 1870 года — секретарь Ядринского уездного управления, исправник Спасского уезда.  
17 июня 1888 года губернатором Терениным Пифиев назначен на должность полицмейстера Симбирска.  
16 апреля 1916 года он скончался от кровоизлияния в мозг. Похоронен на Воскресенском некрополе. 

## Семья
С первой женой Софией Алексеевной Парышевой прожил 25 лет, у них родилось 5 детей. После её смерти он женился на известной Симбирской актрисе Елизавете Ивановне Ларионовой, дочь Ларионова Ивана Петровича. 3 июля 1898 года в Троицкой церкви они обвенчались. Она родила ему сына Всеволода, а в 1903 году дочь Елизавету. Прожив месяц после рождения дочери, Елизавета Ивановна скончалась в возрасте 38 лет от тяжелой болезни. Через несколько лет он обвенчался с дочерью главной надзирательницы Симбирской мариинской женской гимназии Зинаидой Дорофеевной. 

## Награды
За службу награждён орденами: Св. Станислава  3 ст. и 2 ст., Св. Анны 3 ст., Св. Владимира 4 ст.
За свои выдающиеся заслуги в пожарном деле Василий Асафович Пифиев был удостоен особо ценной награды — золотого наградного жетона. 
Орден Св. Владимира 4-й степени дал ему право на потомственное дворянство и род Пифиевых был внесён в 3-ю часть родословной дворянской книги Симбирской губернии.

## Память
- В 30-е годы XX века надгробие В. А. Пифиева было снесено. А в 2004 году в семейное захоронение Пифиевых захоронили останки первого симбирского архиепископа  Анатолия. В 2017 году на месте его захоронения установлено новое надгробие.

- С жизнью и деятельностью В. А. Пифиева можно познакомиться на выставке «На рубеже веков», которая  проходит в читальном зале ОГУ «Государственный архив Ульяновской области».

- Надгробие Пифиеву (Воскресенский некрополь).
- Открытие Памятника Петру Столыпину (Симбирск). Слева направо — А. А. Мотовилов, Симбирский губернатор А. Ключарёв, вдова Столыпина Ольга Борисовна, сын Аркадий и дочь Мария, городской голова Л. И. Афанасьев и полицмейстер Симбирска В. А. Пифиев.